# Benthophilus durrelli
Benthophilus durrelli es una especie de peces de la familia de los Gobiidae en el orden de los Perciformes.

## Morfología
Los machos pueden llegar a alcanzar los 6,6 cm de longitud total.

## Distribución geográfica
Se encuentra en el Mar de Azov y en el río Don.

## Observaciones
Es inofensivo para los humanos.